# Cantonul Dornes
Cantonul Dornes este un canton din arondismentul Nevers, departamentul Nièvre, regiunea Burgundia, Franța.

## Comune
| Comune               | Populație (1999) | Cod poștal | Cod INSEE |
| -------------------- | ---------------- | ---------- | --------- |
| Cossaye              | 756              | 58300      | 58087     |
| Dornes               | 1.300            | 58390      | 58104     |
| Lamenay-sur-Loire    | 61               | 58300      | 58137     |
| Lucenay-lès-Aix      | 1.050            | 58380      | 58146     |
| Neuville-lès-Decize  | 272              | 58300      | 58192     |
| Saint-Parize-en-Viry | 156              | 58300      | 58259     |
| Toury-Lurcy          | 410              | 58300      | 58293     |
| Toury-sur-Jour       | 127              | 58240      | 58294     |
| Tresnay              | 168              | 58240      | 58296     |